# Kohortenstudie
| \| \| \| \| \| Interventionsstudie \| Interventionsstudie \| Interventionsstudie \| Interventionsstudie \| Interventionsstudie \| Interventionsstudie \| \| \| \| \| \| \| \| \| \| \| Beobachtungsstudie \| Beobachtungsstudie \| Beobachtungsstudie \| Beobachtungsstudie \| Beobachtungsstudie \| Beobachtungsstudie \| \| \| \| \| \| \| \| \| \| \| \| \| \| \| \| \| \| \| \| \| \| \| \| \| \| \| \| \| \| \| \| \| \| \| \| \| \| \| \| \| \| Interventionsstudie \| Interventionsstudie \| Interventionsstudie \| Interventionsstudie \| Interventionsstudie \| Interventionsstudie \| \| \| \| \| \| \| \| \| \| \| Beobachtungsstudie \| Beobachtungsstudie \| Beobachtungsstudie \| Beobachtungsstudie \| Beobachtungsstudie \| Beobachtungsstudie \| \| \| vergleichende Gruppen \| \| \| \| \| \| \| \| \| \| \| \| \| \| \| \| \| \| \| \| \| \| \| \| \| \| \| \| \| \| \| \| \| \| \| \| \| \| \| \| \| \| \| \| \| \| \| \| \| \| \| \| \| \| \| \| \| \| \| \| \| \| \| \| \| \| \| \| \| \| \| \| \| \| \| \| \| \| \| \| \| \| \| \| \| \| \| \| \| \| \| \| \| \| \| \| \| \| Randomisierte kontrollierte Studie \| Randomisierte kontrollierte Studie \| Randomisierte kontrollierte Studie \| Randomisierte kontrollierte Studie \| Randomisierte kontrollierte Studie \| Randomisierte kontrollierte Studie \| \| \| Nichtrandomisierte kontrollierte Studie \| Nichtrandomisierte kontrollierte Studie \| Nichtrandomisierte kontrollierte Studie \| Nichtrandomisierte kontrollierte Studie \| Nichtrandomisierte kontrollierte Studie \| Nichtrandomisierte kontrollierte Studie \| \| \| Deskriptive Studie \| Deskriptive Studie \| Deskriptive Studie \| Deskriptive Studie \| Deskriptive Studie \| Deskriptive Studie \| \| \| Analytische Studie \| Analytische Studie \| Analytische Studie \| Analytische Studie \| Analytische Studie \| Analytische Studie \| \| \| \| \| \| \| \| \| \| \| \| \| \| \| \| \| \| \| \| \| \| \| \| \| \| \| \| \| \| \| \| \| \| Randomisierte kontrollierte Studie \| Randomisierte kontrollierte Studie \| Randomisierte kontrollierte Studie \| Randomisierte kontrollierte Studie \| Randomisierte kontrollierte Studie \| Randomisierte kontrollierte Studie \| \| \| Nichtrandomisierte kontrollierte Studie \| Nichtrandomisierte kontrollierte Studie \| Nichtrandomisierte kontrollierte Studie \| Nichtrandomisierte kontrollierte Studie \| Nichtrandomisierte kontrollierte Studie \| Nichtrandomisierte kontrollierte Studie \| \| \| Deskriptive Studie \| Deskriptive Studie \| Deskriptive Studie \| Deskriptive Studie \| Deskriptive Studie \| Deskriptive Studie \| \| \| Analytische Studie \| Analytische Studie \| Analytische Studie \| Analytische Studie \| Analytische Studie \| Analytische Studie \| \| \| \| \| \| \| \| \| \| \| \| \| \| \| \| \| \| \| \| \| \| \| \| \| \| \| \| \| \| \| \| \| \| \| \| \| \| \| \| \| \| \| \| \| \| \| \| \| \| \| \| \| \| \| \| \| \| \| \| \| \| \| \| \| \| \| \| \| \| \| \| \| \| \| \| \| \| \| \| \| \| \| \| \| \| \| \| \| \| \| \| \| \| \| \| \| \| \| \| \| \| \| \| \| \| \| \| \| \| \| \| \| Kohorten- Studie \| Kohorten- Studie \| Kohorten- Studie \| Kohorten- Studie \| Kohorten- Studie \| Kohorten- Studie \| \| \| Fall-Kontroll- Studie \| Fall-Kontroll- Studie \| Fall-Kontroll- Studie \| Fall-Kontroll- Studie \| Fall-Kontroll- Studie \| Fall-Kontroll- Studie \| \| \| Querschnitts- Studie \| Querschnitts- Studie \| Querschnitts- Studie \| Querschnitts- Studie \| Querschnitts- Studie \| Querschnitts- Studie \| \| \| \| \| \| \| \| \| \| \| \| \| \| \| \| \| \| \| \| \| \| \| \| \| |                                    |                                    |                                    |                                    |                                    |                     |                     |                                         |                                         |                                         |                                         |                                         |                                         |  |  |                    |                    |                    |                    |                    |                    |                    |                    |                       |                       |                       |                       |                       |                       |  |  |                      |                      |                      |                      |                      |                      |  |  |  |  |  |  |  |  |  |  |  |  |  |  |  |  |  |  |  |  |  |  |  |  |
| |                                    |                                    |                                    | Interventionsstudie                | Interventionsstudie                | Interventionsstudie | Interventionsstudie | Interventionsstudie                     | Interventionsstudie                     |                                         |                                         |                                         |                                         |  |  |                    |                    |                    |                    | Beobachtungsstudie | Beobachtungsstudie | Beobachtungsstudie | Beobachtungsstudie | Beobachtungsstudie    | Beobachtungsstudie    |                       |                       |                       |                       |  |  |                      |                      |                      |                      |                      |                      |  |  |  |  |  |  |  |  |  |  |  |  |  |  |  |  |  |  |  |  |  |  |  |  |
| |                                    |                                    |                                    | Interventionsstudie                | Interventionsstudie                | Interventionsstudie | Interventionsstudie | Interventionsstudie                     | Interventionsstudie                     |                                         |                                         |                                         |                                         |  |  |                    |                    |                    |                    | Beobachtungsstudie | Beobachtungsstudie | Beobachtungsstudie | Beobachtungsstudie | Beobachtungsstudie    | Beobachtungsstudie    |                       |                       | vergleichende Gruppen |                       |  |  |                      |                      |                      |                      |                      |                      |  |  |  |  |  |  |  |  |  |  |  |  |  |  |  |  |  |  |  |  |  |  |  |  |
| |                                    |                                    |                                    |                                    |                                    |                     |                     |                                         |                                         |                                         |                                         |                                         |                                         |  |  |                    |                    |                    |                    |                    |                    |                    |                    |                       |                       |                       |                       |                       |                       |  |  |                      |                      |                      |                      |                      |                      |  |  |  |  |  |  |  |  |  |  |  |  |  |  |  |  |  |  |  |  |  |  |  |  |
| Randomisierte kontrollierte Studie | Randomisierte kontrollierte Studie | Randomisierte kontrollierte Studie | Randomisierte kontrollierte Studie | Randomisierte kontrollierte Studie | Randomisierte kontrollierte Studie |                     |                     | Nichtrandomisierte kontrollierte Studie | Nichtrandomisierte kontrollierte Studie | Nichtrandomisierte kontrollierte Studie | Nichtrandomisierte kontrollierte Studie | Nichtrandomisierte kontrollierte Studie | Nichtrandomisierte kontrollierte Studie |  |  | Deskriptive Studie | Deskriptive Studie | Deskriptive Studie | Deskriptive Studie | Deskriptive Studie | Deskriptive Studie |                    |                    | Analytische Studie    | Analytische Studie    | Analytische Studie    | Analytische Studie    | Analytische Studie    | Analytische Studie    |  |  |                      |                      |                      |                      |                      |                      |  |  |  |  |  |  |  |  |  |  |  |  |  |  |  |  |  |  |  |  |  |  |  |  |
| Randomisierte kontrollierte Studie | Randomisierte kontrollierte Studie | Randomisierte kontrollierte Studie | Randomisierte kontrollierte Studie | Randomisierte kontrollierte Studie | Randomisierte kontrollierte Studie |                     |                     | Nichtrandomisierte kontrollierte Studie | Nichtrandomisierte kontrollierte Studie | Nichtrandomisierte kontrollierte Studie | Nichtrandomisierte kontrollierte Studie | Nichtrandomisierte kontrollierte Studie | Nichtrandomisierte kontrollierte Studie |  |  | Deskriptive Studie | Deskriptive Studie | Deskriptive Studie | Deskriptive Studie | Deskriptive Studie | Deskriptive Studie |                    |                    | Analytische Studie    | Analytische Studie    | Analytische Studie    | Analytische Studie    | Analytische Studie    | Analytische Studie    |  |  |                      |                      |                      |                      |                      |                      |  |  |  |  |  |  |  |  |  |  |  |  |  |  |  |  |  |  |  |  |  |  |  |  |
| |                                    |                                    |                                    |                                    |                                    |                     |                     |                                         |                                         |                                         |                                         |                                         |                                         |  |  |                    |                    |                    |                    |                    |                    |                    |                    |                       |                       |                       |                       |                       |                       |  |  |                      |                      |                      |                      |                      |                      |  |  |  |  |  |  |  |  |  |  |  |  |  |  |  |  |  |  |  |  |  |  |  |  |
| |                                    |                                    |                                    |                                    |                                    |                     |                     |                                         |                                         |                                         |                                         |                                         |                                         |  |  | Kohorten- Studie   | Kohorten- Studie   | Kohorten- Studie   | Kohorten- Studie   | Kohorten- Studie   | Kohorten- Studie   |                    |                    | Fall-Kontroll- Studie | Fall-Kontroll- Studie | Fall-Kontroll- Studie | Fall-Kontroll- Studie | Fall-Kontroll- Studie | Fall-Kontroll- Studie |  |  | Querschnitts- Studie | Querschnitts- Studie | Querschnitts- Studie | Querschnitts- Studie | Querschnitts- Studie | Querschnitts- Studie |  |  |  |  |  |  |  |  |  |  |  |  |  |  |  |  |  |  |  |  |  |  |  |  |

Eine Kohortenstudie ist ein beobachtendes  Studiendesign der Epidemiologie mit dem Ziel, einen Zusammenhang zwischen einer oder mehreren Expositionen und dem Auftreten einer Krankheit aufzudecken. Dabei wird eine Gruppe exponierter und eine Gruppe nicht exponierter Personen über einen bestimmten Zeitraum hinsichtlich des Auftretens oder der Sterblichkeit bestimmter Krankheiten beobachtet. Sie ist eine spezielle Form der Paneluntersuchung, bei der alle Personen einer Stichprobe derselben Kohorte angehören. Unter einer Kohorte versteht man eine Gruppe von Personen, in deren Lebensläufen ein bestimmtes biographisches Ereignis annähernd zum selben Zeitpunkt aufgetreten ist. Je nach definierendem Merkmal unterscheidet man Geburtskohorten, Einschulungskohorten, Scheidungskohorten und viele andere mehr.
Um einen Zusammenhang herzustellen, werden am Ende der Untersuchung die Anzahl von Neuerkrankungen (Inzidenz) bei Exponierten und Nichtexponierten gemessen und verglichen. Besteht ein positiver Zusammenhang zwischen einer Exposition und einer Krankheit, liegt der Anteil erkrankter Personen in der Gruppe exponierter Personen über dem der nicht-exponierten Untersuchungsgruppe. Damit kann die Exposition einen möglichen Risikofaktor darstellen. Um letztlich Aussagen über die Stärke der Assoziation zu machen, werden die beiden Inzidenzraten ins Verhältnis gesetzt und das relative Risiko berechnet.
Deutschlands größte Kohortenstudie ist die im Oktober 2014 gestartete und für eine Laufzeit von 20 bis 30 Jahren geplante Nationale Kohorte.

## Anwendung von Kohortenstudien
Kohortenstudien werden häufig zur Untersuchung entwicklungspsychologischer und generationssoziologischer Fragestellungen eingesetzt. Eine charakteristische Kohortenstudie ist beispielsweise die „British National Child Development Study“ (NCDS) von Ferri und Sherpherd aus dem Jahr 1992, welche die Entwicklung von 11.400 vom 3. bis 9. März in Großbritannien geborenen Kindern hinsichtlich Ausbildung, bestimmten Einstellungen, Einkommen und Gesundheit über eine Zeitspanne von 34 Jahren mit fünf Erhebungszeitpunkten untersucht hat.
In der folgenden hypothetischen Kohortenstudie wurde die Wirkung des Zigarettenrauchens (Exposition) auf das Auftreten von koronarer Herzkrankheit untersucht, um das Vorgehen des Studiendesigns zu veranschaulichen. Die Teilnehmer der Untersuchungsgruppen zeigten vorab keine Herzerkrankung auf. Beim zweiten Untersuchungszeitpunkt wurde hinsichtlich des Auftretens von koronaren Herzkrankheiten gefragt und den Ergebnissen entsprechend in die Vier-Felder-Tafel einsortiert.
| Nikotinkonsum                             | Koronare Herzkrankheit tritt auf | Koronare Herzkrankheit tritt nicht auf | Gesamt | Inzidenz pro 1000 pro Jahr |
| ----------------------------------------- | -------------------------------- | -------------------------------------- | ------ | -------------------------- |
| Rauchen Zigaretten (Exponierte)           | 84                               | 2916                                   | 3000   | 28,0                       |
| Rauchen keine Zigaretten (Nichtexponiert) | 87                               | 4913                                   | 5000   | 17,4                       |

Das Relative Risiko weist auf die Stärke eines möglichen Zusammenhangs hin. Dieses ist der Quotient der beiden Raten: (28,0/1000) : (17,4/1000) = 1,6. Demnach haben Raucher von Zigaretten ein 1,6-mal so hohes, also 60 % höheres, Risiko, an einer koronaren Herzkrankheit zu erkranken.
Zu beachten ist, dass 87 Fälle von 5000(!) weniger als 84 von 3000 sind.

## Formen von Kohortenstudien
Es werden zwei Formen von Kohortenstudien unterschieden: Intra- und Inter-Kohortenvergleiche. Im Intra-Kohortenvergleich wird die zeitliche Entwicklung bestimmter Merkmale einer Kohorte untersucht. Inter-Kohortenvergleiche vergleichen dagegen Mitglieder verschiedener Kohorten miteinander. Voraussetzung ist allerdings, dass die Personen zum jeweiligen definierenden Merkmal zum Untersuchungszeitpunkt den gleichen zeitlichen Abstand haben.

## Prospektive und retrospektive Kohortenstudien
Das Kohortendesign kann in zwei unterschiedlichen Weisen durchgeführt werden. Einerseits kann die Kohorte in der Gegenwart zusammengestellt und bis in die Zukunft begleitet werden (prospektive Kohortenstudie). Andererseits wird bei einer retrospektiven oder auch historischen Studienanordnung auf Daten aus der Vergangenheit zurückgegriffen, um diese in der Gegenwart auszuwerten. Der prospektiven Studienanordnung kann teilweise ein langer Beobachtungszeitraum zu Grunde liegen. Denn zuerst wird die Kohorte bestimmt, ohne zu wissen, ob und wann eine Erkrankung überhaupt auftritt. Ein bekanntes Beispiel für dieses Vorgehen ist die Framingham-Herz-Studie, die bereits 1948 startete. Der Zeitpunkt der Datengewinnung ist der einzige Unterschied beider Arten. Wird ein Risikofaktor in der Vergangenheit erfasst (retrospektiv) aber die Kohorte über Jahre (prospektiv) beobachtet, lässt sich diese Form der Kohortenstudie nicht eindeutig als retrospektiv oder prospektiv klassifizieren. Prospektive Kohortenstudien werden zu den Längsschnittstudien gezählt, wobei Längsschnittstudien prinzipiell auch retrospektiv sein können.

## Rekrutierung der Studienbevölkerung
Die Rekrutierung der Studienbevölkerung kann ebenfalls auf zwei Wegen erfolgen. Die Untersuchungsgruppe kann aufgrund einer Exposition und Nicht-Exposition erfolgen, zum Beispiel Raucher und Nichtraucher. Eine andere Möglichkeit besteht darin, eine Population, beispielsweise eine Stadt, auszuwählen, bevor diese hinsichtlich unterschiedlicher Merkmale charakterisiert wurden. Dabei besteht die Möglichkeit, die Studienpopulation hinsichtlich mehrerer Merkmale zu untersuchen, wie es ebenfalls bei der Framingham-Herz-Studie der Fall ist.

## Beobachtung über die Zeit – Follow-up
Der Beobachtungszeitraum ist vom Outcome, also der Erkrankung, abhängig. Während bei Untersuchungen zu Expositionen während der Schwangerschaft und kindlicher Fehlbildung Aussagen nach neun Monaten getroffen werden können, treten chronische Erkrankungen erst deutlich später auf. Somit unterscheidet sich auch der Untersuchungszeitraum. Bei einer Kohortenstudie ist zudem sicherzustellen, dass die Studienpopulation mindestens an zwei Zeitpunkten untersucht oder befragt werden kann. Denn nur so lassen sich Aussagen über einen möglichen Zusammenhang treffen.

## Verzerrungsmöglichkeiten bei Kohortenstudien
Es gibt unterschiedliche Verzerrungen (englisch bias), die bei diesem Studiendesign entstehen können. Beispielsweise kann eine Verzerrung aufgrund unterschiedlicher Qualität der Informationen bei exponierten und nicht-exponierten Probanden erfolgen. Ebenfalls kann ein weiterer Bias durch fehlende Teilnahme oder frühzeitiges Ausscheiden aus der Nachbeobachtung gegeben sein. Dies erschwert die Interpretation der Studienergebnisse erheblich. Die Verzerrungen müssen entweder vermieden oder akzeptiert werden.

## Interpretation und Probleme
Die Veränderungen, die in Kohortenstudien beobachtet werden, sind durch drei Faktoren bedingt:
- Alterseffekt oder Lebenszykluseffekt: (z. B. zunehmende Angst; mit 18 Jahren schließen viele einen Bausparvertrag ab, Scheidungsrisiko im 3. Ehejahr)
- Kohorteneffekt oder Jahrgangseffekt: (z. B. 68er-Einstellung; Der Jahrgang 1989 (1999 zehn Jahre alt), überdurchschnittlich viele Kinokarten für den Film „1989“)
- Periodeneffekt oder Jahreseffekt: (z. B. Hamsterkäufe vor Katastrophen; Im Jahr 2004 kauften sich überdurchschnittlich viele einen 2005er-Kalender)

Der Begriff „Alterseffekte“ bezeichnet die Wirkungen des Älterwerdens. Periodeneffekte werden angenommen, wenn die Änderungen mit der Kalenderzeit korrelieren. Kohorteneffekte bezeichnen die Einflüsse der Kohortenzugehörigkeit. Ein Problem bei der Interpretation von Kohortenstudien besteht darin, dass sich die drei genannten Effekte in einzelnen Studien nur unter zusätzlichen Annahmen trennen lassen. Dies wird als Identifikationsproblem bezeichnet.

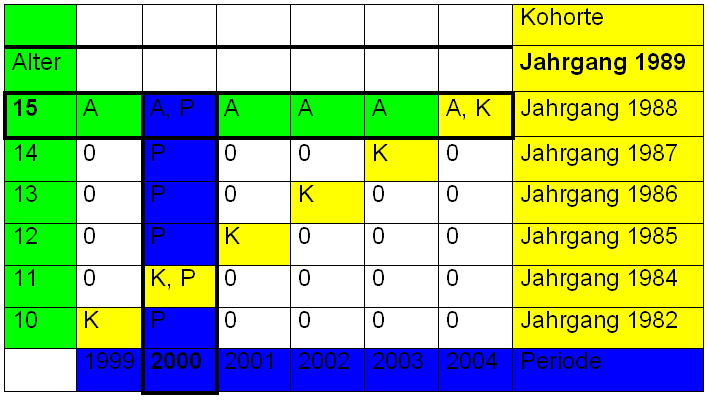
A: Alterseffekt,
K: Kohorteneffekt,
P: Periodeneffekt (Längsschnitt)

## Vor- und Nachteile von Kohortenstudien
Eine Kohortenstudie ermöglicht eine direkte Bestimmung der Neuerkrankungsrate (Inzidenz) und stellt somit eine Möglichkeit dar, Hinweise auf das mögliche Risiko einer Exposition gegenüber Krankheiten zu bestimmen. Um jedoch diese Ergebnisse zu erhalten, sind häufig viele Studienteilnehmer nötig, wodurch das Studiendesign teuer und aufwendig wird. Des Weiteren ist von Nachteil, dass die Ergebnisse erst nach längerer Zeit verfügbar und nicht für seltene Outcomes geeignet sind.